# 5156 Golant
5156 Golant è un asteroide della fascia principale. Scoperto nel 1972, presenta un'orbita caratterizzata da un semiasse maggiore pari a 2,3978720 UA e da un'eccentricità di 0,1896631, inclinata di 5,57002° rispetto all'eclittica.